# Manfred Mann’s Earth Band (Album)
Manfred Mann’s Earth Band ist das erste veröffentlichte Musikalbum der britischen Rockband Manfred Mann’s Earth Band. Es wurde 1971 in den Maximum Studios und den I.B.C. Studios in London aufgenommen und erschien 1972.

## Das Album
Manfred Mann’s Earth Band enthält eine für die Earth Band typische Mischung aus Coverversion und eigenen Titeln. Bei den Coverversionen handelt es sich bei diesem Album u. a. um Lieder von Bob Dylan, Dr. John, Randy Newman und des amerikanischen Gitarristen Lane Tietgen.

## Covergestaltung
Das Albumcover zeigt eine Szene in einem schmalen Durchgang oder einer Gasse. Am Ende des Durchgangs steht die Band bestehend aus vier Personen, die als Silhouetten gegen das Licht des Hintergrundes sichtbar sind. Im Hintergrund ist ein großes, helles Gebäude zu sehen, das durch den Durchgang sichtbar wird. In der oberen Hälfte des Covers steht der Name der Band in großen Buchstaben und in vier Zeilen. Die Buchstabenhöhe nimmt mit jeder Zeile ab und die Farbe der Buchstaben wechselt mit jeder Zeile mehr von gelb nach grün. Die Buchstaben sind im Stil der 1970er Jahre gestaltet. Das Cover ist in dunklen, violetten und blauen Tönen gehalten.

## Rezeption
Robert Christgau gab dem Album die beste Bewertung A+ und bezeichnet den Titel Part Time Man als brillant.
J.P. Ollio von allmusic beschreibt das Album ebenfalls als brillant. Es sei eines der am meisten unterbewerteten Alben der 1970er Jahre und stelle den Hörer komplett zufrieden. Das Album erhielt hier viereinhalb von fünf möglichen Sternen.
In Band 1 seiner Buchreihe Rock beschreibt das Magazin eclipsed das Album als durch „noch starke Blues- und Jazzanleihen [...] abwechlungsreich und zugleich faszinierend andersartig.“ (Walter Sehrer, Matthias Bergert, Marcus Wicker, Wolfram Porr: Rock – Das Gesamtwerk der größten Rock-Acts im Check: alle Alben, alle Songs (Teil 1)) und vergibt für das Werk die mittlere Kategorie Qualitätskauf. Das Album landet in der Gesamtschau aller Manfred Mann’s Earth Band Alben hier auf Platz 11.
| ChartsChartplatzierungen       | Höchstplatzierung | Wochen |
| ------------------------------ | ----------------- | ------ |
| Vereinigte Staaten (Billboard) | 138 (6 Wo.)       | 6      |

Die Single Living Without You hielt sich im Frühjahr 1972 sieben Wochen in den US Billboard-Charts und erreichte dabei Rang 69 als höchste Position.

## Titelliste
Seite 1
1. California Coastline (Timothy Martin, Walt Meskell) – 3:48
2. Captain Bobby Stout (Lane Tietgen) – 6:57
3. Sloth (Manfred Mann, Mick Rogers) – 1:27
4. Living Without You (Randy Newman) – 3:36
5. Tribute (Manfred Mann) – 5:32

Seite 2
1. Please Mrs. Henry (Bob Dylan) – 4:33
2. Jump Sturdy (Dr. John Creaux) – 4:49
3. Prayer (Manfred Mann) – 5:40
4. Part Time Man (David Sadler, Manfred Mann) – 3:04
5. I’m Up and I’m Leaving (David Sadler, Manfred Mann) – 3:04

## Weitere Verwendung
Massive Attack verwendete im Stück Black Milk ihres Albums Mezzanine ein unautorisiertes Sample aus dem Titel Tribute. Dies hatte zur Folge, dass Massive Attack von Manfred Mann auf 100.000 GBP Schadenersatz verklagt wurden. Die Angelegenheit wurde außergerichtlich beigelegt.